# Xã Gilead, Quận Morrow, Ohio
Xã Gilead (tiếng Anh: Gilead Township) là một xã thuộc quận Morrow, tiểu bang Ohio, Hoa Kỳ. Năm 2010, dân số của xã này là 6.112 người.